# Chundana
Chundana is een geslacht van vlinders van de familie Uraniavlinders (Uraniidae), uit de onderfamilie Epipleminae.

## Soorten
- C. fulvilunata Warren, 1898
- C. lugubris Walker, 1862
- C. phaeospila Turner, 1914